# Porgy and Bess
Porgy and Bess ist eine 1935 uraufgeführte Oper in drei Akten von George Gershwin auf ein Libretto von DuBose Heyward. Die Liedtexte stammen von DuBose Heyward und Gershwins Bruder Ira. Die Oper schildert das Leben von Afroamerikanern in der Schwarzensiedlung Catfish Row in Charleston, South Carolina, um 1870.

## Handlung

### Erster Akt
In der Catfish Row, einer Straße, die von Schwarzen, Bettlern und Kriminellen bewohnt wird, tanzen viele von ihnen an einem Sommerabend im Freien, begleitet von einem Klavier. Clara singt für ihr Kind das Wiegenlied Summertime. Der gehbehinderte Porgy erscheint auf seinem kleinen Karren. Porgy erkundigt sich nach der leichtlebigen Bess. Diese erscheint mit dem hünenhaften, gewalttätigen Crown. Die Männer setzen sich zum Würfelspiel um Geld. Ein Streit entsteht, Crown ersticht den Catfish-Row-Bewohner Robbins und flüchtet. Bevor die Polizei erscheint, bietet Porgy der nun alleingelassenen Bess Hilfe und Unterschlupf an.

### Zweiter Akt
Später: Die Fischer planen trotz des stürmischen Wetters eine Ausfahrt und ein Picknick auf Kittiwah Island. Porgy kennt keine finanziellen Sorgen, er ist glücklich mit Bess liiert. Sporting Life versucht Bess zu überreden, mit ihm nach New York zu gehen, wo angeblich ein besseres Leben wartet, doch Bess lehnt ab – sie will bei Porgy bleiben. Sie bricht gemeinsam mit Maria zum Picknick der Fischer auf. Auf der Insel trifft Bess auf Crown, der sich dort versteckt hält, und verfällt ihm wieder. Sie verschwindet mit ihm in den Wald. Bess kehrt erst zwei Tage später erkrankt vom Picknick zurück und gesteht Porgy, dass sie Crown nicht widerstehen kann. Während eines Hurrikans taucht Crown auf, der Bess holen will.

### Dritter Akt
Crown schleicht sich in der Nacht zu Porgys Wohnung, um Bess zu entführen. Porgy ersticht ihn hinterrücks. Von der Polizei wird Serena des Mordes beschuldigt; sie beteuert ihre Unschuld. Porgy weigert sich, die Leiche zu identifizieren, und muss daraufhin wegen Missachtung des Gesetzes eine Woche lang in Haft. Bess verfällt wieder dem Rauschgift und folgt Sporting Life nach New York. Bei seiner Rückkehr findet Porgy Bess nicht mehr und macht sich auf, sie in New York zu suchen.

## Werkgeschichte

### Entstehung
Die Oper entstand zwischen 1933 und 1935 im Auftrag der Theatre Guild, obwohl Gershwin schon 1926 von DuBose Heywards Roman Porgy (1925) fasziniert war. Dessen Frau Dorothy Heyward erstellte daraus eine Bühnenfassung für den Broadway, die 1927 erfolgreich aufgeführt wurde. Für die Oper überarbeitete Heyward diese Fassung. Er kürzte sie um beinahe die Hälfte und ergänzte weitere Liedtexte. Einige davon stammen von Ira Gershwin, dem Bruder des Komponisten. George Gershwin zog während des Sommers 1934 in der Nähe von Charleston auf Folly Island, um das Leben des Stammes der Gullah zu studieren, deren Dialekt im Libretto verwendet wird.

### Rezeption
Nach der mit Begeisterung aufgenommenen Vorpremiere am Colonial Theatre in Boston am 30. September 1935 hatte die Oper mit Todd Duncan und Anne Brown in den Titelrollen am 10. Oktober am New Yorker Alvin Theatre ihre Broadway-Premiere. Da es damals nur wenige ausgebildete schwarze Opernsänger gab, wurden auch Theater- und Nachtklubdarsteller engagiert. Die Rolle des Sporting Life spielte der Vaudeville-Schauspieler John Bubbles, der keine Noten lesen konnte. Die von Rouben Mamoulian inszenierte Produktion war nur mäßig erfolgreich. Kritiker bemängelten, dass es sich um einen Hybrid aus Oper und Musical handle. Nach 124 Aufführungen wurde das Werk mit Verlust abgesetzt. Einzelne Musiknummern wurden allerdings schnell so populär, dass Gershwin sie 1936 zu einer Suite zusammenstellte, um die Oper bekannter zu machen. Auch dieser Versuch blieb zunächst erfolglos. Das Werk wurde erst nach Gershwins Tod zum Welterfolg.
1938 wurde die Oper in Los Angeles und San Francisco gespielt. Auch diese Produktion inszenierte Mamoulian. Duncan und Brown sangen wieder die Titelrollen. Erst eine Produktion in Maplewood (New Jersey) 1941 verhalf der Oper zum Durchbruch. Der Komponist Virgil Thomson bezeichnete sie nun als „schönes Musikstück und tief bewegendes Werk des Musiktheaters“, nachdem er sie zuvor als „falsche Folklore und halbherzige Oper“ abgelehnt hatte. Ab dem 22. Januar 1942 gelangte sie zum zweiten Mal nach New York, wo sie acht Monate lang im Majestic Theatre gegeben wurde.
Die europäische Erstaufführung fand 1943 in Kopenhagen mit dänischen Sängern statt. Trotz des heftigen Widerstands der nationalsozialistischen Besatzungsmacht und Gestapo-Aktionen gegen die „jüdische Negeroper mit Urwaldgeschrei“ konnte Porgy and Bess insgesamt 22 Mal vor vollem Haus gespielt werden, bis sie erzwungenermaßen abgesetzt wurde. Nach Kriegsende wurde sie sofort erneut aufgenommen. Auch in Schweden wurde sie nun gespielt (Göteborg 1948, Stockholm 1949, Malmö 1952). 
Der konzertanten russischen Erstaufführung am 18. April 1945 in Moskau folgte aufgrund des großen Erfolgs schon wenige Wochen später eine szenische Fassung. Die schweizerische Erstaufführung fand im Rahmen der Juni-Festwochen 1945 in Zürich statt. Die deutsche Fassung der Oper (Übersetzung: Ralph Benatzky) gelangte im Herbst 1950 ins Repertoire des Zürcher Stadttheaters.
1952 bis 1955 folgte eine Welttournee der Everyman Opera Company mit Leontyne Price und William Warfield in den Titelrollen und Cab Calloway als Sporting Life. Sie führten das Werk zunächst in Dallas und anderen amerikanischen Städten auf und kamen anschließend nach Europa, unter anderem nach Wien. Besonders erfolgreich war 1955 eine Woche an der Mailänder Scala. Außerdem unternahm das Ensemble 1956 eine ausgedehnte Tournee durch die Sowjetunion, begleitet von dem Schriftsteller Truman Capote, der darüber einen umfangreichen Bericht für die Zeitschrift The New Yorker verfasste.
In der Verfilmung aus dem Jahr 1959 spielten Dorothy Dandridge (gesungen von Adele Addison), Sidney Poitier (gesungen von Robert McFerrin, dem Vater von Bobby McFerrin) und Sammy Davis Jr.; Dirigent war André Previn.
Für die deutsche Erstaufführung 1970 an der Komischen Oper Berlin schufen Horst Seeger und Götz Friedrich eine neue Übersetzung. Diese Produktion wurde viel beachtet. Friedrich inszenierte das Werk nicht nur hier, sondern auch 1988 im Berliner Theater des Westens und 1997 auf der Seebühne der Bregenzer Festspiele – die letzteren beiden in der Originalsprache.
Das Ensemble der Harlem Opera spielte die Oper 1982 in Barcelona. Einen ihrer größten Erfolge erzielte Porgy and Bess 1983 in einer Produktion der Radio City Music Hall New York, die 1984 auch in Florenz gespielt wurde. An der Metropolitan Opera wurde sie erstmals 1985 gezeigt (Porgy: Simon Estes, Bess: Grace Bumbry, Serena: Florence Quivar; Inszenierung: Nathaniel Merrill, Dirigent: James Levine), und 1986 in Glyndebourne (Porgy: Willard White, Bess: Gregg Baker, Serena: Cynthia Haymon; Inszenierung: Trevor Nunn, Dirigent: Simon Rattle).

## Musik
Die New York Times bezeichnete das Stück als „American Folk Opera“, wodurch zum Ausdruck gebracht werden soll, dass Gershwin viele Elemente amerikanischer Musik eingebracht hat (jedoch ohne Originalmusik der afroamerikanischen Bewohner zu verwenden). Gemäß dem Willen Gershwins darf das Stück ausschließlich von Schwarzen aufgeführt werden (Ausnahme: konzertante Aufführung).
George Gershwin legte besonderen Wert darauf, mit Porgy and Bess kein Musical, sondern eine Oper komponiert zu haben, und in der Tat steht das Stück sowohl durch die Verwendung der durchkomponierten Großform als auch wegen der realistischen Milieuzeichnung den Opern des Verismo sehr nahe. Dennoch steht das Stück durch die Verwendung der volkstümlich gewordenen Spiritual-, Blues- und Jazz-Elemente stilistisch an der Grenze zum Musical.
Viele Melodien aus Porgy and Bess wie etwa I Loves You, Porgy, I Got Plenty o’ Nuttin’ oder Summertime sind zu Jazzstandards geworden. Letzteres zählt zu den populärsten und am häufigsten gespielten Liedern überhaupt und ist von zahlreichen Musikern aufgenommen worden. Sportin’ Lifes Solo It Ain't Necessarily So wurde 1984 ein Hit durch die Version der Band Bronski Beat.

### Orchester
Die Orchesterbesetzung der Oper enthält die folgenden Instrumente:
- Holzbläser: zwei Flöten (2. auch Piccolo), zwei Oboen, Englischhorn, drei Klarinetten, Bassklarinette, Altsaxophon, Tenorsaxophon, Fagott
- Blechbläser: drei Hörner, drei Trompeten, zwei Posaunen, Basstuba
- Pauken, Schlagzeug: Marimba, Glockenspiel, zwei Röhrenglocken, Banjo
- Klavier
- Streicher
- Bühnenmusik: drei Trompeten, zwei Posaunen, Basstuba, kleine Militärtrommel, große Trommel, Eisenplatte (Gong)

## Diskographie

### Gesamtaufnahmen
- 1951 – Besetzung: Lawrence Winters (Porgy), Camilla Williams (Bess), Columbia Orchestra, Dirigent: Lehman Engel (CBS)
- 1957 – Besetzung: Mel Tormé (Porgy), Frances Faye (Bess), Jazzbeaux Collins (Erzähler), Duke Ellington Orchestra, Russ Garcia Orchestra (Bethlehem Records)
- 1976 – Besetzung: Willard White (Porgy), Leona Mitchell (Bess), Barbara Hendricks (Clara), François Clemmons (Sporting Life), Cleveland Orchestra, Dirigent: Lorin Maazel (Decca)
- 1977 – Besetzung: Donnie Ray Albert (Porgy), Clamma Dale (Bess), Houston Grand Opera Orchestra and Chorus, Dirigent: John DeMain (RCA)
- 1988 – Besetzung: Willard White (Porgy), Cynthia Haymon (Bess), Damon Evans (Sporting Life), London Philharmonic Orchestra, Dirigent: Simon Rattle (EMI)
- 2006 – Besetzung: Alvy Powell (Porgy), Marquita Lister (Bess), Robert Mack (Sporting Life), Nashville Symphony Orchestra & Chorus, Dirigent: John Mauceri (Decca)
- 2009 – Besetzung: Jonathan Lemalu (Porgy), Isabelle Kabatu (Bess), Michael Forest (Sporting Life), Arnold Schoenberg Chor, Chamber Orchestra of Europe, Dirigent: Nikolaus Harnoncourt (RCA)
- 2020 – Besetzung: Eric Owens (Porgy), Angel Blue (Bess), Latonia Moore (Serena), Golda Schultz (Clara), Denyce Graves (Maria), Frederick Ballentine (Sporting Life), Alfred Walker (Crown), Ryan Speedo Green (Jake); The Metropolitan Opera and Chorus, Dirigent: David Robertson (Warner)

### Bearbeitungen
- 1940: The Original Soundtrack of Porgy and Bess – mit Todd Duncan und Anne Brown
- 1957: Porgy and Bess – Ella Fitzgerald und Louis Armstrong
- 1958: Porgy and Bess – Miles Davis und die Gil Evans Big Band
- 1959: Porgy and Bess – Original Soundtrack mit Sidney Poitier, Sammy Davis jr., Dorothy Dandridge und Cab Calloway
- 1959: Porgy and Bess – Lena Horne und Harry Belafonte
- 1964: The Modern Jazz Quartet Plays George Gershwin’s ‘Porgy and Bess’ – The Modern Jazz Quartet
- 1976: Porgy and Bess – Oscar Peterson und Joe Pass
- 1976: Porgy and Bess – Ray Charles und Cleo Laine
- 1997: Porgy and Bess – Joe Henderson
- 1999: Porgy and Bess – Jazz Class Orchestra meets Phil Woods
- 2001: Porgy and Bess – The Magni Wentzel Sextet
- 2004: George Gershwin’s Porgy & Bess – Clark Terry, Jeff Lindberg and the Chicago Jazz Orchestra
- 2009: Porgy and Bess – Tony Lakatos and Frankfurt Radio Bigband